# Dicentra nevadensis
Dicentra nevadensis là một loài thực vật có hoa trong họ Anh túc. Loài này được Eastw. mô tả khoa học đầu tiên năm 1931.